# Simira aristeguietae
Simira aristeguietae är en måreväxtart som först beskrevs av Julian Alfred Steyermark, och fick sitt nu gällande namn av Julian Alfred Steyermark. Simira aristeguietae ingår i släktet Simira och familjen måreväxter.
Artens utbredningsområde är Venezuela. Inga underarter finns listade i Catalogue of Life.